# Перевод Библии под редакцией Кулаковых
В начале сотворил Бог небо и землю. Пустынной, необитаемой была земля. Мрак окутывал бездну, и Дух Божий витал над водами. И сказал Бог: «Да будет свет!» И появился свет. Увидел Бог, что свет хорош. Отделил Он свет от тьмы и дал свету имя «день», а тьме — «ночь». Был тогда и вечер, было и утро — прошел один день.
Перево́д Би́блии под реда́кцией Кулако́вых (также Зао́кская Би́блия, Зао́кский перево́д) — перевод на русский язык книг Ветхого (только канонические книги) и Нового Завета, выполненный Институтом перевода Библии им. М. П. Кулакова в сотрудничестве с приглашёнными специалистами — А. С. Десницким, Л. В. Маневичем, М. В. Опияр, Е. Б. Рашковским, С. А. Ромашко, Е. Б. Смагиной и др., под общей редакцией М. П. и М. М. Кулаковых. Переводы библейских книг сделаны с языков оригинала (древнееврейский для Ветхого Завета и древнегреческий для Нового) с использованием научных критических изданий. Создатели Заокской Библии позиционируют свой перевод в качестве внеконфессионального.
Работа над переводом началась в 1993 году. С 1993 по 1999 год были опубликованы два послания апостола Павла и евангельские притчи. Перевод всего Нового Завета увидел свет в 2000 году. С 2002 по 2011 год были опубликованы 19 из 39 канонических ветхозаветных книг. Полный перевод Библии вышел в 2015 году в издательстве Библейско-богословского института св. апостола Андрея; далее последовали издания 2018 и 2021 годов.
На разных стадиях работы переводчики и редакторы получали обратную связь как от представителей церковного и академического сообщества, так и от рядовых читателей. Отзывы по большей части были положительными, однако присутствовала и критика.

## Название

### Самоназвание
Заголовок полного издания Библии в переводе под редакцией Кулаковых выглядит следующим образом: Библия: Книги Священного Писания Ветхого и Нового Завета в современном русском переводе. Первая часть названия — вполне традиционная, во второй отражён лишь тот факт, что перевод является современным. Это наименование, в частности, практически полностью совпадает с заголовком перевода Российского библейского общества, вышедшего в 2011 году: Библия. Современный русский перевод; как отмечает А. С. Десницкий, у перевода Кулаковых фактически отсутствует оригинальное название.
Аудиоверсия перевода, выложенная на официальном сайте Института перевода Библии в Заокском, озаглавлена как Перевод Библии института им. М. П. Кулакова в Заокском.

### Заокская Библия, Заокский перевод
В своём отзыве на перевод под редакцией Кулаковых А. С. Десницкий предложил называть эту версию Библии Заокской Библией. Этому словоупотреблению последовали и некоторые другие библеисты, богословы и учёные, в частности, архимандрит Сергий (Акимов), А. С. Кашкин, М. А. Балаклицкий и др.
Встречается также наименование Заокский перевод — оно, к примеру, употреблено в рецензии М. В. Самкова на перевод книги пророка Ионы; это же название использовал участник проекта И. В. Лобанов.

## История работы над переводом
Блажен тот, кто совету людей нечестивых не следует, на путь грешников кто не встает и в кругу кощунников не сидит, а в законе Господа радость себе находит, и закон этот — в мыслях его день и ночь! Он — как дерево, что у реки посажено, вовремя плод свой принесет оно, и лист его никогда не увянет. Успешен он во всяком деле своем.

### Возникновение замысла
Идея нового русского перевода Библии, согласно собственным воспоминаниям М. П. Кулакова, возникла у него «в конце 40-х годов XX века. Он, двадцатилетний юноша, оказался в Латвии, в гостях у пастора-полиглота Яниса Олтиньша. Его впечатлила не только личность этого незаурядного человека, но и его библиотека — книги на немецком, латинском, английском, еврейском и греческом языках. <…> „Под его влиянием я начал изучать библейские языки, чтобы читать Писание в оригинале. Я восхищался различными переводами Библии на немецкий, которые оказались у него в библиотеке, в частности переводами Германа Менге и Эльберфельдской Библией. И вот тогда мне впервые пришла в голову мысль, что русские люди в этом смысле обделены, и надо бы и нам иметь несколько хорошо сделанных переводов Священного писания“».
От возникновения идеи до её реализации прошли многие десятки лет. Тем не менее, «ещё в годы господства атеизма в СССР основатель ИПБ поставил перед собой цель приобщить соотечественников к идейно-художественному миру Библии, собрав вокруг себя ученых (библеистов, филологов и богословов), с которыми мог бы воплотить мечту свой жизни — перевести Священное Писание на современный русский язык».

### Первый этап: отдельные библейские книги и сборники книг
Начало работы над новым переводом относится к началу 1990-х. В 1993 году в издательском отделе Заокской духовной академии отдельным изданием вышло Послание апостола Павла к христианам в Риме в переводе М. П. Кулакова. В том же году был создан Институт перевода Библии в Заокском, и с этого времени началась планомерная работа по переводу и публикации отдельных частей Библии.
Во второй половине 1990-х в журнале Библейско-богословского института св. апостола Андрея «Страницы» было опубликовано Первое послание апостола Павла к христианам в Коринфе в новом переводе (1996), а также притчи Иисуса (1999). В 2000 году был издан Новый Завет, в 2002 году к нему добавилась Псалтирь, в 2009 году увидело свет Пятикнижие, в 2011 под одной обложкой вышли книга пророка Даниила и книги двенадцати малых пророков.

### Второй этап: полный перевод Библии
В последующие несколько лет были переведены остальные книги Ветхого Завета — от Иисуса Навина до Иова и от Притчей Соломоновых до пророка Иезекииля включительно. Таким образом, был выполнен полный перевод Библии, который и был опубликован в 2015 году. В мае того же года состоялась презентация перевода в московском лютеранском соборе Петра и Павла, в сентябре 2016 — в книжном клубе «Гиперион».
В 2018 году вышло второе издание Заокской Библии, которое не заключало в себе сколько-нибудь заметных отличий от первого издания. Ещё три года спустя, в 2021 году, увидело свет третье издание перевода. В отличие от второго издания, фактически воспроизводившего первое издание без изменений, третье издание представляет собой обновлённую версию Заокской Библии: в ряде случаев текст перевода в этом издании был уточнён, кроме того, существенно были сокращены подстраничные примечания, в результате чего объём книги заметным образом уменьшился.
В 2022 году была подготовлена аудиоверсия Заокского перевода. Текст читает актёр, диктор и бард Н. Ю. Семёнов-Прозоровский.

### Дальнейшая работа над переводом
В настоящее время (2025 год) готовится к публикации издание перевода, в котором будет представлена новая редакция текста и новые предисловия к библейским книгам. Как сообщают участники проекта, «на сегодняшний день внесено около 1500 стилистических и смысловых поправок только в Новом Завете: в частности, мы сократили число инверсий и принципиально уменьшили число курсивных вставок (от переводчика)».

## Организация работы над переводом

### Общие принципы
Как сообщает А. С. Десницкий, которому принадлежит перевод значительной части Ветхого Завета в Заокской Библии, «этот перевод делался большой и сложно организованной командой, как и большинство современных переводов. <…> Переводчик получал практически полную свободу на стадии подготовки первого черновика, хотя в его распоряжении были некоторые установочные документы и образцы творчества коллег. А далее первый черновик поступал в распоряжение команды редакторов, которые далее уже работали с текстом самостоятельно, причем редактура носила иногда достаточно радикальный характер».
Перевод каждой из библейских книг проходил через руки нескольких редакторов. Во-первых, делалась экзегетическая редактура. Во-вторых, выполнялось стилистическое редактирование. Наконец, свои исправления вносил главный редактор проекта — сначала М. П. Кулаков, а позже М. М. Кулаков.

### Главные редакторы
Инициатором создания Заокской Библии и её главным редактором с самого начала работы над переводом в 1993 году и до 2009 года был Михаил Петрович Кулаков (1927—2010) — советский и российский библеист и переводчик Библии, основатель Института перевода Библии в Заокском и первый его директор (1993—2009), руководитель Церкви адвентистов седьмого дня в СССР (1990—1992). Под его редакцией и при его жизни вышел перевод Нового Завета, Псалтири и Пятикнижкия. М. П. Кулаков лично редактировал все эти библейские тексты, особенно значимым был его вклад в перевод Нового Завета. В качестве переводчика он принимал участие в работе над книгой Бытия, книгой Есфири и Псалтирью, а также в переводе Деяний апостолов, Послания к Галатам и Откровения Иоанна Богослова. Им также написаны предисловия к указанным выше трём изданиям.
В 2009 году на посту директора института и главного редактора перевода М. П. Кулакова сменил его сын, Михаил Михайлович Кулаков (р. 1959). В 2011 году под его редакцией и с его предисловием увидел свет перевод книги пророка Даниила и 12 малых пророков, а в 2015 году был опубликован полный перевод Библии.
В 2015 году М. М. Кулаков ушёл с постов директора Института перевода Библии в Заокском и главного редактора Заокской Библии, чтобы сосредоточиться на преподавании в Вашингтонском адвентистском университете. Новым директором института стал Е. В. Зайцев.

### Переводчики и редакторы: обзор
В работе над переводом в разное время принимали десятки человек; «самым известным широкой аудитории участником этого проекта является А. С. Десницкий, который для Заокской Библии подготовил перевод внушительного количества книг Ветхого Завета».
Сам Десницкий в своей книге «Современный библейский перевод: теория и методология» (2015; подготовлена до выхода полной Заокской Библии) так пишет об организации процесса: «Среди переводчиков отдельных книг, как указывает предварительный рекламный проспект с описанием проекта, были А. В. Болотников, М. А. Глебушко, Л. П. Гунько, А. С. Десницкий, М. М. Каинова, И. Л. Клейманис, М. В. Опияр, О. В. Павлова, Е. Б. Рашковский, С. А. Ромашко, Е. М. Сморгунова. В редактировании принимали участие некоторые из переводчиков, а кроме того, И. В. Лобанов, В. С. Ляху, Е. Г. Милюгина, В. В. Сергеев, Е. Б. Смагина. Окончательные решения принимались всегда руководителями проекта, М. П. и М. М. Кулаковыми».
Упомянутый выше В. С. Ляху в интервью 2014 года сообщает, что «на раннем этапе, в период работы над Новым Заветом, в переводе принимали участие помимо Кулакова талантливые студенты, аспиранты и преподаватели Заокской духовной академии. Два года спустя в коллектив ИПБ вошел тверской филолог Валерий Валентинович Сергеев. Со временем круг специалистов расширялся. Для работы над Ветхим Заветом были приглашены и переводчики других конфессий, например православные гебраисты Андрей Сергеевич Десницкий, Евгений Борисович Рашковский, ученый востоковед Евгения Борисовна Смагина (исповедует иудаизм), известный филолог и переводчик Сергей Александрович Ромашко и другие».
«В работу над переводом вовлекались ученые из протестантских, православных и иудейских кругов», пишет в своей рецензии М. А. Балаклицкий.
Значительная часть участников перевода перечислена в предисловиях к изданиям 2000, 2002, 2009, 2011 и 2021 годов, однако наиболее полно — в предисловии к первому полному изданию Заокской Библии (2015), воспроизведённом также в издании 2018 года. Кроме того, распределение ролей в работе над переводом отражено на странице «Участники проекта» официального сайта Института перевода Библии в Заокском.

### Переводчики и редакторы Ветхого Завета
| Название книги или раздела | Перевод                                       | Экзегетическая редакция      | Стилистическая редакция                  |
| -------------------------- | --------------------------------------------- | ---------------------------- | ---------------------------------------- |
| Быт                        | М. П. Кулаков, О. В. Павлова                  | И. В. Лобанов                | И. В. Лобанов, В. В. Сергеев             |
| Исх                        | М. В. Опияр                                   | И. В. Лобанов                | И. В. Лобанов, В. В. Сергеев             |
| Лев                        | И. Л. Клейманис, М. В. Опияр                  | И. В. Лобанов                | И. В. Лобанов, В. С. Ляху, В. В. Сергеев |
| Числ                       | М. А. Глебушко, М. В. Опияр                   | И. В. Лобанов                | В. С. Ляху, В. В. Сергеев                |
| Втор                       | М. В. Опияр                                   | И. В. Лобанов                | И. В. Лобанов, В. С. Ляху, В. В. Сергеев |
| Нав                        | О. В. Павлова                                 | А. С. Десницкий              | И. В. Лобанов, Е. Г. Милюгина            |
| Суд                        | М. А. Глебушко, А. С. Десницкий               | Е. Б. Смагина                | И. В. Лобанов, Е. Г. Милюгина            |
| Руфь                       | С. А. Ромашко                                 | И. В. Лобанов                | И. В. Лобанов                            |
| 1 Цар                      | А. С. Десницкий                               | Е. Б. Смагина                | И. В. Лобанов                            |
| 2 Цар                      | А. С. Десницкий                               | Е. Б. Смагина                | И. В. Лобанов                            |
| 3 Цар                      | А. С. Десницкий                               | Е. Б. Смагина                | И. В. Лобанов                            |
| 4 Цар                      | А. С. Десницкий                               | Е. Б. Смагина                | И. В. Лобанов                            |
| 1 Пар                      | Л. В. Маневич                                 | И. В. Лобанов                | И. В. Лобанов, В. С. Ляху                |
| 2 Пар                      | Л. В. Маневич                                 | И. В. Лобанов                | И. В. Лобанов, В. С. Ляху                |
| 1 Езд                      | Л. В. Маневич                                 | И. В. Лобанов                | И. В. Лобанов, В. С. Ляху                |
| Неем                       | Л. П. Гунько                                  | И. В. Лобанов                | И. В. Лобанов, В. С. Ляху                |
| Есф                        | Е. Вечканов, М. П. Кулаков                    | И. В. Лобанов                | И. В. Лобанов, В. С. Ляху                |
| Иов                        | С. А. Ромашко                                 | И. В. Лобанов                | И. В. Лобанов, В. С. Ляху                |
| Пс                         | А. В. Болотников, М. П. Кулаков, М. В. Опияр  | И. В. Лобанов, С. А. Ромашко | И. В. Лобанов                            |
| Притч                      | Л. В. Маневич                                 | И. В. Лобанов                | И. В. Лобанов                            |
| Еккл                       | Е. Б. Рашковский                              | И. В. Лобанов                | И. В. Лобанов, В. С. Ляху, В. В. Сергеев |
| Песн                       | И. В. Лобанов                                 | Л. В. Маневич                | И. В. Лобанов                            |
| Ис                         | А. С. Десницкий                               | И. В. Лобанов                | И. В. Лобанов, В. С. Ляху, В. В. Сергеев |
| Иер                        | М. М. Каинова                                 | И. В. Лобанов                | В. С. Ляху, Е. Г. Милюгина               |
| Плач                       | Е. М. Сморгунова                              | И. В. Лобанов                | И. В. Лобанов                            |
| Иез                        | А. С. Десницкий                               | Д. В. Цолин                  | Е. Г. Милюгина                           |
| Дан                        | А. В. Болотников, Л. П. Гунько, С. А. Ромашко | И. В. Лобанов                | И. В. Лобанов                            |
| Ос                         | А. С. Десницкий                               | И. В. Лобанов                | И. В. Лобанов, В. С. Ляху, В. В. Сергеев |
| Иоиль                      | А. С. Десницкий                               | И. В. Лобанов                | И. В. Лобанов, В. С. Ляху, В. В. Сергеев |
| Ам                         | А. С. Десницкий                               | И. В. Лобанов                | И. В. Лобанов, В. С. Ляху, В. В. Сергеев |
| Авд                        | А. С. Десницкий                               | И. В. Лобанов                | И. В. Лобанов, В. С. Ляху, В. В. Сергеев |
| Иона                       | А. С. Десницкий                               | И. В. Лобанов                | И. В. Лобанов, В. С. Ляху, В. В. Сергеев |
| Мих                        | А. С. Десницкий                               | И. В. Лобанов                | И. В. Лобанов, В. С. Ляху, В. В. Сергеев |
| Наум                       | А. С. Десницкий                               | И. В. Лобанов                | И. В. Лобанов, В. С. Ляху, В. В. Сергеев |
| Авв                        | А. С. Десницкий                               | И. В. Лобанов                | И. В. Лобанов, В. С. Ляху, В. В. Сергеев |
| Соф                        | А. С. Десницкий                               | И. В. Лобанов                | И. В. Лобанов, В. С. Ляху, В. В. Сергеев |
| Агг                        | А. С. Десницкий                               | И. В. Лобанов                | И. В. Лобанов, В. С. Ляху, В. В. Сергеев |
| Зах                        | А. С. Десницкий                               | И. В. Лобанов                | И. В. Лобанов, В. С. Ляху, В. В. Сергеев |
| Мал                        | А. С. Десницкий                               | И. В. Лобанов                | И. В. Лобанов, В. С. Ляху, В. В. Сергеев |

### Переводчики и редакторы Нового Завета
С перевода Нового Завета началась работа над Заокской Библией. На этом этапе к выполнению перевода широко привлекались студенты Заокской духовной академии, в связи с чем в настоящее время не представляется возможным идентифицировать всех переводчиков. Вместе с тем известно, что перевод Евангелия от Иоанна был выполнен С. А. Ромашко, Деяния и Апокалипсис перевели М. В. Опияр и М. П. Кулаков, Послание к Галатам — В. Паращук и М. П. Кулаков. Литературная редакция всех книг Нового Завета принадлежит М. П. Кулакову, И. В. Лобанову и В. В. Сергееву.

## Цели и принципы перевода
О целях и принципах перевода можно судить по предисловию к изданию полной Библии, а также по соответствующему разделу на сайте Института перевода Библии в Заокском, где перечислены 7 главных принципов, а также 5 «дополнительных установок», которые можно воспринимать как внутренние должностные инструкции для переводчиков.

### Самостоятельность перевода
Как сказано на сайте в разделе «Общие принципы перевода, принятые в ИПБ им. М. П. Кулакова», институт «не занимается ревизией каких-либо предыдущих версий перевода Библии, а создает совершенно новую версию, тщательно работая с самим оригиналом». Вместе с тем создатели Заокской Библии высоко оценивают роль Синодального перевода в истории русской культуры и христианского просвещения.

### Целостность перевода
В качестве одного из главных принципов перевода указывается его целостность, когерентность: «В новом переводе должны быть адекватно отражены ясность, единство и согласованность боговдохновенных Писаний». А. С. Десницкий признаёт, что этот принцип был реализован вполне успешно: он характеризует Заокскую Библию как «цельное издание, где одни и те же принципы выдерживаются в Ветхом и Новом Заветах <…>, где терминология и оформление последовательны, а разные книги вполне гармонично сочетаются друг с другом с точки зрения стилистики».

### Стремление к точности передачи смысла и опора на научные данные
Основной принцип, изначально положенный в основу Заокского перевода М. П. Кулаковым, — переводить «буквально, насколько возможно, и свободно, насколько необходимо». В предисловии к полному изданию Библии указывается, что к числу задач проекта относятся «верность подлиннику, следование принципам современной науки толкования и стремление насколько возможно сохранить и адекватно передать живой смысл и многозначность древнего библейского текста». При этом «на каждом этапе работы переводчики и редакторы стремились выразить с наибольшей полнотой то, что действительно сказано в оригинале, принципиально уклоняясь от произвольного парафраза».

### Современный язык и выбор лексики
«Цель нового перевода — донести до нынешнего русского читателя истины Божественного откровения на современном языке». Современность языка перевода понимается при этом «достаточно широко: хронологически это лексика и синтаксис, ставшие общеупотребительными со времен Пушкина и сохранившие
свое живое достоинство вплоть до наших дней». В качестве своих предшественников создатели Заокской Библии видят, в частности, Кирилла и Мефодия, выполнивших перевод библейских книг на старославянский (втор. пол. IX века), Мартина Лютера с его переводом Библии на немецкий язык (1522—1534) и создателей классической английской версии Священного Писания — Библии короля Иакова (1611).

### Эстетический и стилистический аспекты
Как сказано в предисловии, в Заокской Библии «исключается использование остросовременной, преходящей лексики, которая нарушала бы традиционно высокий тон текста», но допускается «умеренное использование понятных сегодня архаизмов для придания тексту присущего ему древнего колорита». Там же чуть ниже высказано следующее намерение переводчиков: «В многочисленных повествованиях, связанных с судьбами Израиля или отдельных библейских героев, мы имеем дело не с простым летописанием, а с подлинным, разумеется древним, но безусловно художественным текстом. Естественно, наш переводческий коллектив стремился отразить эти особенности в новой версии, чтобы наш современник мог не только постичь в художественных картинах „живую жизнь“ древнего библейского героя, извлечь уроки из его потерь и обретений, но и открыть для себя богочеловеческую тайну творчества и испытать полноту эстетического чувства при постижении Слова Божьего».

### Конфессиональная нейтральность
Заокский перевод позиционируется его создателями как конфессионально нейтральный: «к работе со священными текстами необходимо подходить насколько возможно объективно и беспристрастно. Всякая попытка привнести некие устоявшиеся идеологемы, присущие той или иной богословской школе, недопустима и предосудительна». Это же отмечает в своей рецензии и А. С. Кашкин: «издатели предназначают Заокскую Библию <…> для широкого круга христиан (и не только для христиан)».
Участник проекта В. С. Ляху указывает: «По замыслу Михаила Петровича Кулакова, новый перевод Библии должен удовлетворить не только и не столько нужды конкретной конфессии, сколько духовные потребности наших современников. Одним словом, исходной предпосылкой для нас была отнюдь не доктринальная идеологема, а по преимуществу адекватный метод перевода. Для достижения поставленных высоких целей в проект были вовлечены переводчики и библеисты разных конфессий. Все они в тесном взаимодействии, осознавая предельную ответственность, должны были предложить общественности живой по стилю и языку, полнокровный текст, который будет в состоянии передать широкому кругу российских читателей Слово Божье».

## Характеристика перевода

### Текстологическая основа перевода
На сайте Института перевода Библии в Заокском в разделе «Общие принципы перевода» указывается, что «на каждом этапе работы перевод должен быть верен Слову Божьему, представленному в древних текстах на языках оригинала». В соответствии с этим принципом, в качестве текстологической основы Заокской Библии были выбраны современные научные критические издания Ветхого и Нового Завета.

#### Ветхий Завет
Ветхий Завет переводился с древнееврейского языка (с пятого издания Biblia Hebraica Stuttgartensia, 1997), то есть с масоретского текста как он представлен в Ленинградском кодексе, что является нормой для современной переводческой практики, в том числе для протестантских переводов Библии. Таким образом, в состав перевода ветхозаветной части Заокской Библии, в отличие от Елизаветинской Библии и Синодального перевода, не вошли 11 неканонических книг (Премудрость Соломона, Иудифь, Маккавейские книги и др.), а также дополнения к каноническим книгам (дополнения к книге Есфирь, молитва царя Манассии, 151-й псалом и дополнения к книге Даниила: молитва Азарии и песнь трёх отроков, сюжеты о Сусанне и старцах и о Виле и Драконе). При этом, как отмечается в предисловии, в тех случаях, когда древнееврейский текст был неясен, переводчики, «оговорив это в сносках, передавали слова или фразы, обращаясь к древним переводам» (в том числе к Септуагинте) или к «наиболее достоверным и оправданным реконструкциям, наработанным современной текстологией Ветхого Завета».

#### Новый Завет
Перевод Нового Завета был выполнен «в основном» с древнегреческого оригинала по изданию The Greek New Testament (4-е изд., Deutsche Bibelgesellschaft, Stuttgart, 1994). В состав Заокской Библии вошли все 27 книг новозаветного канона, порядок их расположения соответствует порядку, принятому в Елизаветинской Библии и Синодальном переводе. Относительно фрагментов, не признаваемых современной библеистикой в качестве аутентичных, были приняты следующие решения. Для Евангелия от Марка приведены два варианта концовки: краткий (без нумерации стихов) и пространный (Мк. 16:9—20) — оба даны в двойных квадратных скобках. Перикопа о женщине, застигнутой в прелюбодеянии, находится на своём обычном месте (Ин. 7:53—8:11), также в двойных квадратных скобках. Иоаннова вставка отсутствует в 1Ин. 5:7—8, но её текст приведен в примечании.

### Структура и состав издания
Полное издание Заокской Библии (в версиях 2015, 2018 и 2021 гг.), помимо собственно библейских книг (39 ветхозаветных и 27 новозаветных), включает в себя: 1) предисловие, где изложена история создания перевода, а также его цели и принципы, 2) список сокращений и условных обозначений, 3) историко-географические карты. Кроме того, каждой книге Ветхого и Нового Завета предпослано предисловие и краткое изложение её содержания.
Важное место занимают в Заокской Библии комментарии: библейский текст снабжён многочисленными подстраничными примечаниями, описывающими текстологическую проблематику, возможные интерпретации оригинала и варианты перевода. В издании 2021 года число примечаний было заметно сокращено по сравнению с версиями 2015 и 2018 гг.

### Названия библейских книг
Названия ветхозаветных книг в Заокской Библии в целом следуют славяно-русской традиции, отражённой прежде всего в Елизаветинской Библии и в Синодальном переводе: Первая книга Моисеева. Бытие; Книга Иисуса Навина; Книга притчей Соломоновых — и т. д.
Названия книг новозаветных отчасти соответствуют названиям, характерным для двух упомянутых выше версий Библии (например: Деяния апостолов; Первое послание апостола Петра; Послание к евреям), отчасти расходятся со сложившейся традицией (например: Евангелие по Матфею; Первое послание апостола Павла христианам в Коринфе; Второе послание апостола Павла христианам в Фессалонике).

### Типологическая характеристика перевода
Опираясь на классификацию русских библейских переводов, предложенную А. С. Десницким, который выделяет три типа переводов: литургический, филологический и общедоступный (миссионерский), А. С. Кашкин в своей рецензии на 3-е издание Заокской Библии утверждает, что данный перевод следует однозначно отнести к третьему типу, поскольку ему свойственно «большинство характеристик, присущих переводам третьей модели: понятное изложение, использование разнообразных материалов в подстрочнике, предпочтение смысла букве оригинала, „приближение к читателю“, опора на критический текст, ориентация на широкую аудиторию».
Вместе с тем сами переводчики указывают, что их творение предназначено не только «для духовно-назидательного и молитвенного чтения», но и «для использования в практике богослужений»; в таком случае Заокскую Библию следовало бы отнести не только к третьему типу, согласно классификации А. С. Десницкого, но и к первому — литургическому.
В своем отзыве на «образцы переводов Священного Писания», написанном в 2011 году, ещё до выхода полной Библии, игумен Иннокентий (Павлов) предлагает несколько иную, хотя и весьма сходную типологию. Он различает три типа переводов: научный, церковный и смысловой. По его мнению, переводчикам при дальнейшей работе над Заокской Библией следовало бы «выбрать между двумя типами перевода: смысловым и церковным». Сам игумен Иннокентий склонялся к тому, что «выбор следует сделать в пользу последнего».

### Технические особенности
Использование курсива
Вслед за Синодальным переводом Заокская Библия использует курсив для выделения тех слов и выражений, которые отсутствуют в оригинале и были добавлены переводчиками для более естественного звучания русского текста.
Квадратные скобки
В одинарные квадратные скобки «заключаются слова, присутствие которых в тексте современная библеистика считает не вполне доказанным»; в двойные квадратные скобки — «слова, которые современная библеистика считает вставками в текст, сделанными в первые века».

### Передача имени Бога
Непроизносимое имя Божие (тетраграмматон יהוה, предположительное чтение — Я́хве) древнееврейского оригинала переводится в Заокской Библии словом Господь, набранным капителью (малыми прописными буквами). Набранное же обычным шрифтом, слово Господь соответствует иной древнееврейской лексеме — Адона́й (אֲדֹנָי) / Адо́н (אָדוֹן), которая, в свою очередь, может также передаваться в данном переводе словами «господин» и «владыка».

### Передача прочих имён собственных
Как отмечает А. С. Кашкин, в Заокской Библии «широко известные имена передаются в соответствии с их традиционным написанием (Моисей, Илия, израильские и иудейские цари), редкие (не столь известные) — в соответствии с масоретским чтением (судьи Отниэль, Эхуд)». То же, как указывает М. А. Балаклицкий, касается и топонимов второго плана: «Шет вместо Сиф <…>, Бет-Эль вместо Вефиль».

## Обзор отзывов и рецензий

### Заокский перевод и обратная связь
Система обратной связи изначально была заложена в Заокский перевод как один из рабочих инструментов. Уже в предисловии к первому изданию Нового Завета (2000) М. П. Кулаков писал: «Завершив свой первый опыт перевода Библии на современный русский язык, сотрудники Института в Заокском намерены продолжать поиск наилучших подходов и решений в передаче текста оригинала. Поэтому все причастные к появлению состоявшегося перевода будут благодарны глубокоуважаемым читателям за всякую помощь, которую они найдут возможным оказать своими замечаниями, советами и пожеланиями, направленными на совершенствование предлагаемого ныне текста для последующих переизданий».
Помимо этого, на сайте института расположено «Приглашение к открытому обсуждению перевода», где, в частности, говорится: «Перевод Священного Писания подразумевает живое взаимодействие между переводческими коллективами и читательской аудиторией, а также широкое публичное обсуждение и участие представителей разных конфессий и различных социальных и культурных слоев общества. Принимая во внимание Ваше видение и огромный опыт, мы нуждаемся в Ваших мудрых советах и конкретных рекомендациях, которые способствовали бы улучшению нового перевода Библейского текста».

### Виды отзывов и рецензий
Участники проекта в течение многих лет, на разных стадиях работы над переводом, получали разного рода отзывы — не в последнюю очередь потому, что прямо просили об этом (см. предыдущий раздел). Некоторые из отзывов о Заокском переводе представляют собой рецензии филологов, библеистов, богословов, священнослужителей, представителей различных религий и конфессий из нескольких стран; бо́льшая часть этих рецензий опубликована на сайте Института перевода Библии в Заокском (в частности, это отзывы А. А. Алексеева А. С. Десницкого, А. В. Дубровского, О. М. Запрометовой, священника Владимира Лапшина, Е. Г. Милюгиной, игумена Иннокентия (Павлова), священника Михаила Самкова, Е. Я. Федотовой, Д. В. Цолина, рецензия, подготовленная на кафедре библеистики ПСТГУ, и проч.), другие находятся на сторонних ресурсах (например, рецензии А. С. Кашкина, М. А. Балаклицкого, протоиерея Олега Стеняева и др.).
Кроме того, некоторые редакторы и переводчики Заокской Библии сочли возможным поделиться опытом своей работы в проекте (в частности, Е. Б. Рашковский, а также А. С. Десницкий и др.).
Наконец, были получены и отзывы от читателей.

## Положительные стороны перевода
Отзывы на Заокский перевод были в основном позитивными, хотя, разумеется, присутствовала и критика (см. ниже соответствующий раздел). Ряд рецензентов посчитали удачными и оправданными общую методологию перевода, его язык и стиль, внимание к эстетической стороне перевода, присутствие в тексте эмоциональности.

### Методология перевода
Д. В. Цолин (Национальный университет «Острожская академия», Украина) в своей рецензии отмечает, что «методология нового перевода отвечает запросам современного читателя, который, по большей части не сакрализирует перевод, а отдает предпочтение адекватному пониманию смысла священного текста. Что же касается поэтики древнего текста, она также нуждается в литературной адаптации, чтобы быть воспринятой читателем. Поскольку оба аспекта проблемы были решены авторами Заокской Библии, нет сомнений в том, что новый перевод займет свое достойное место среди других переводов Священного Писания на русский язык».

### Стилистические особенности
Библеист А. С. Десницкий указывает, что Заокский «перевод уходит от канцелярских или тяжеловесных оборотов речи Синодальной традиции, но при этом старательно избегает просторечия и вульгарности и сохраняет из традиционной терминологии и фразеологии всё, что только можно сохранить без ущерба для понимания. Он подчеркнуто старомоден, но эта старомодность чужда невнятности». Он «сочетает бережную традиционность с осторожным новаторством». «Сами по себе архаичность и торжественность стиля вовсе не недостаток перевода, они становятся им, когда начинают мешать адекватному пониманию текста, и от таких погрешностей данный перевод в целом свободен. Архаичность здесь крайне деликатна, она сторонится слов и оборотов речи, которых мы не встретим, к примеру, в произведениях Пушкина, входящих в школьную программу. Это действительно русский литературный язык во всем его богатстве и многообразии».

### Эстетический и эмоциональный аспекты
М. В. Самков, преподаватель Минской духовной академии, в своей рецензии детально разбирает перевод книги пророка Ионы, отмечая как особо удачные места (с точки зрения точности передачи смысла или же в плане стилистики), так и те стихи, перевод которых может стать предметом дискуссии. Говоря о Заокской Библии в целом, рецензент, среди прочего, отмечает стремление переводчиков «представить библейский текст не только как религиозный памятник, но так же и как художественное произведение». По мнению М. В. Самкова, «переводческой команде удалось решить поставленную задачу».
Библеист Е. Я. Федотова считает, что «перевод Пятикнижия очень красочен и эмоционален; читать его интересно, и верность оригиналу чаще всего сохраняется. Несомненно, этот перевод — событие в библеистике».

## Критика
В этом разделе собраны наиболее значимые и частотные критические замечания в адрес Заокской Библии. Общий обзор отзывов и рецензий приведён в соответствующем разделе выше, положительные стороны перевода рассмотрены в предыдущем разделе.

### Случаи неточного или некорректного перевода
Несколько десятков неудачных, по мнению рецензентов, переводческих решений Заокской Библии собрано в отзыве, поступившем из ПСТГУ; в частности, авторы отзыва подробно разобрали перевод пролога к Евангелию от Иоанна. Другие рецензенты также указывали на различные случаи неточного или некорректного перевода — в том числе также в прологе Иоанна. «Например, — пишет Д. В. Цолин, — вызывает много вопросов передача термина μονογενής в Иоанн. 1:18 как „несравненный“, и отсутствие в сносках к этому стиху важного варианта чтения μονογενὴς θεός в Синайском, Ватиканском кодексе, Кодексе Эфрема и папирусе P66».
Протоиерей Олег Стеняев также указывает неудачно и неточно переведённые, как ему видится, места в Заокской Библии: Быт. 37:1, 1Фес. 5:12, 2Тим. 4:13—8 и др.

### Нарушение конфессиональной нейтральности
Авторы ряда рецензий сочли перевод нарушающим конфессиональную нейтральность — в отдельных случаях или же (более радикальная позиция) в самой своей концепции. В частности, А. С. Кашкин в качестве примеров конфессиональной пристрастности, проявившейся в Заокской Библии, приводит перевод двух стихов из Первого послания апостола Петра: 1Пет. 3:19 и 1Пет. 4:6 (в обоих случаях в библейском тексте можно усмотреть представление о посмертном существовании души человека). Однако сам же рецензент указывает, что в первом случае не вполне удачный перевод, который был представлен в издании Нового Завета, в полном издании Библии был исправлен (вероятно, под влиянием критики А. С. Десницкого); во втором случае конфессиональная узость компенсирована подстрочным примечанием, где дан буквальный перевод стиха.
Особенно резко в отношении перевода высказался протоиерей Олег Стеняев. В своём отзыве, опубликованном на сайте православного общества «Радонеж», он выражает мнение, что «поверхностное изучение данного перевода, особенно его новозаветной части, не оставляет сомнений в его „узко-конфессиональных ограничениях“». В подкрепление своих слов он далее разбирает ряд переводческих решений из Заокской Библии (в частности, Пс. 5:8, Лк. 23:43, 1Кор. 11:2 и др.). На критику Стеняева последовала ответная публикация В. С. Ляху и И. В. Лобанова, где те выступают с апологией принятых участниками проекта переводческих решений и аргументируют свой взгляд на Заокскую Библию как на конфессионально и идеологически нейтральный перевод.

### Стилистически неудачные решения
Ряд рецензентов указывают на стилистическую неровность перевода или же тяжеловесность отдельных его мест. В частности, с точки зрения авторов отзыва, написанном на кафедре библеистики ПСТГУ (2012), «неудачным представляется стилистический разнобой, вызыванный, с одной стороны, необходимостью сохранить „величавость“ текста, а с другой — добавить „простоты“ и „разговорности“. В результате на минимальных отрезках текста одновременно используются русскоязычные модели „величавости“ (например, постановка определений в постпозиции) и способы преодоления этой „величавости“ (например, изъятие — впрочем, нерегулярное — оригинального союза „кай“ (евр. „вав“)), выбор лексики определённого регистра и др.».
А. С. Десницкий, который в целом хвалит стилистику Заокского перевода, вместе с тем отмечает, что текст «местами тяжеловесен и архаичен по своему стилю (хоть и не до такой степени, как Синодальный)».
Свящ. Владимир Лапшин также указывает, что «при несомненном стремлении переводчиков сделать текст более понятным для современных читателей они, тем не менее, слишком часто буквально следуют строю речи подлинника. Это приводит к утяжелению текста».
По мнению библеиста Е. Я. Федотовой, «местами излишняя эмфаза <…> нарушает простой, лаконичный повествовательный стиль оригинала. Например, Быт 1:5, 8 и др.: „Был тогда и вечер, было и утро — прошел один день“. Между тем, в оригинале стоит обычный повествовательный вайиктоль, нанизывается цепочка событий; никаких намеков на повышенную эмоциональность я здесь не нахожу. Естественнее, на мой взгляд, перевести как-то вроде: „Таким образом прошел вечер и прошло утро — один день“».

### Чрезмерное использование курсива
Заокская Библия подверглась критике за широкое использование курсива. Со ссылкой на предисловие к изданию 2021 года, А. С. Кашкин формулирует «два основных мотива к искусственному расширению библейского текста», которыми руководствовались переводчики: «необходимость прояснить оригинал для тех, кто не знает древних языков, и желание избежать двусмысленности, недоговоренности». Однако это решение, по мнению рецензента, было скорее неудачным. Во-первых, текст нередко оказывается перегружен курсивными вставками (на это же указывает и М. А. Балаклицкий). Во-вторых, добавления, сделанные переводчиками, нередко сужают поле возможных интерпретаций библейского текста (в отдельных случаях подобный эффект достигается и без использования курсива). В-третьих, в ряде случаев разъяснения просто не нужны. В-четвертых, само использование курсива восходит к Синодальному переводу, за что последний не раз подвергался критике, в том числе со стороны архимандрита Ианнуария (Ивлиева) и протоиерея Ростислава Снигирёва.
Аналогичным образом в своей рецензии оценивает использование курсива и О. М. Запрометова: «Безусловно, неудачей можно считать использование курсивных вставок, добавляющих информацию, которая присутствует в контексте и очевидна внимательному читателю. Перевод имеет тенденцию к расширению текста оригинала». Сходные замечания присутствуют и в рецензии, написанной в ПСТГУ.
Подобного взгляда придерживается А. С. Десницкий, который, как он сам указывает в своей рецензии, принимал участие в переводе, но не имел возможности влиять на конечный облик текста: «Пожалуй, самая очевидная особенность этого перевода <…> — использование курсива для тех слов и выражений, которых нет в оригинале. <…> Эта традиция идет ещё от Синодального перевода, но, с моей точки зрения это довольно спорное решение: если та или иная информация явно подразумевается в тексте, то любой перевод, кроме строго буквального (а даже Синодальный таким не всегда назовешь), просто обязан раскрыть эту информацию и дать её эксплицитно в тех случаях, когда потенциальный читатель, скорее всего, не поймет её и или поймет неправильно. А если эта информация не содержится в тексте и добавлена переводчиком, её следует считать комментарием и давать в примечании».
В отличие от большинства других рецензентов, Д. В. Цолин считает использование в Заокской Библии курсива интересным и полезным приёмом: «Текст перевода насыщен разъясняющими вставками курсивом (что очень напоминает древнюю традицию таргумов Онкелоса и Йонатана бен-Уззиэля — литургически адаптированных переводов Торы и Пророков на арамейский язык). Курсив графически отделен от основного текста, с одной стороны (читатель не воспринимает его как сакральный), с другой же стороны, он очень полезен для понимания смысла». Однако и он признаёт, что в некоторых случаях «подобные глоссы курсивом являются лишними — особенно в поэзии и в эллиптических предложениях, в которых смысл ясен, а эллипсис выполняет эмфатическую функцию».
Создатели Заокской Библии отреагировали на критику: сообщается, что в готовящемся 4-м издании перевода число курсивных вставок будет существенно сокращено.

### Перегруженность примечаниями
Как уже указывалось выше, Заокская Библия содержит большое число подстраничных примечаний, что некоторыми рецензентами было отмечено как в целом положительное явление. Вместе с тем, по мнению М. А. Балаклицкого, в издании 2015 года количество этих примечаний было чрезмерным; однако, как пишет А. С. Кашкин, в издании 2021 года «в этом отношении достигнута условная „золотая середина“».

## Статья протоиерея Олега Стеняева и ответ на неё

### Отзыв протоиерея Олега Стеняева
Особняком от прочих критических статей стоит отзыв православного миссионера протоиерея Олега Стеняева (2015), упоминавшийся выше. Статья носит более полемический и публицистический, нежели академический характер. В содержательном отношении критика Стеняева сводится к двум основным пунктам: 1) создатели Заокской Библии допустили множество неточностей в своём переводе; 2) во многих случаях такого рода переводческие решения были сознательными и проистекали из особенностей вероучения адвентистов седьмого дня.

### Ответ В. С. Ляху и И. В. Лобанова
В 2024 году сотрудники Института перевода Библии в Заокском В. С. Ляху и И. В. Лобанов опубликовали свой ответ на критику Стеняева. Первая часть статьи носит преимущественно полемико-апологетический характер. Во второй части авторы разбирают конкретные случаи, указанные критиком в качестве примеров конфессионально ангажированного перевода, а именно: 1) замена привычного для читателей церковнославянского текста и Синодального перевода слова предание разными другими лексемами (в различных местах Евангелия и апостольских посланий); 2) Исх. 5:3; 3) Пс. 5:8; 4) 1Фес. 5:12; 5) Лк. 23:43. Относительно передачи понятия предание переводчики Заокской Библии сообщают, что в отдельных случаях в новой версии перевода, готовящейся в настоящее время (2024) к изданию, они восстановили слово «предания», а именно, в 1Кор. 11:2 (этот стих подробно разобран у Стеняева) и в 2 Фес 2:15. Что касается прочих стихов и их перевода, то В. С. Ляху и И. В. Лобанов отвергают обвинения в конфессиональной пристрастности и аргументируют принятые переводческие решения стремлением сохранить неоднозначность оригинала (в случае Лк 23:43) и специфику его стилистики (Исх 3:5), а также особенностями выбранной интерпретации (Пс 5:8) и выбором универсальной, внеконфессиональной лексики (1 Фес 5:12).

## Издания
1. Однажды при большом стечении народа

Иисус поднялся на гору.

Там Он сел, и вокруг Него собрались Его ученики.

2. Отверзши уста Свои, Иисус стал говорить.

Он учил:

3. Блаженны нищетой духа своего томимые,

ибо их есть Царство Небесное.

4. Блаженны скорбящие:

утешены будут они.

5. Блаженны и кроткие:

вся земля им в наследство.

6. Блаженны алчущие, жаждущие праведности:

они обретут ее.

7. Блаженны милосердные:

они помилованы будут.

8. Блаженны чистые сердцем,

ибо узрят Бога они.

9. Блаженны миротворцы,

Божьими их назовут детьми.

10. Блаженны те, кого за праведность преследуют:

их царство — Царство Небесное.

11. Блаженны и вы все,

кого за Меня будут гнать, поносить,

кого будут злословить из-за Меня.

12. Радуйтесь и веселитесь:

велика ваша награда на небесах —

так и пророков гнали, которые жили до вас.

### Печатные издания
Публикации внутри каждого из подразделов расположены в хронологическом порядке.

#### Отдельные библейские книги и сборники библейских книг
- Послание апостола Павла христианам в Риме. Текст из Нового Завета в новом переводе / Предисл. М. П. Кулакова. — Заокский: Издательский отдел Заокской духовной академии, 1993. — 96 с.
- Первое послание апостола Павла христианам в Коринфе // Страницы. — 1996. — № 4. — С. 4—27. — ISBN 5-87507-020-X.
- Притчи Иисуса. Новый перевод // Страницы. — 1999. — № 4. — С. 343—346.
- Новый Завет в современном русском переводе / Пер. и прим. под ред. М. П. Кулакова. — Заокский: Просветительский фонд «Диалог», 2000. — 486 с. — 12 000 экз. — ISBN 5-93816-001-4.
- Новый Завет и Псалтырь в современном русском переводе / Пер. и прим. под ред. М. П. Кулакова. — Заокский: Источник жизни, 2002. — 807 с. — 20 000 экз. — ISBN 5-86847-473-2.
- Псалтырь в современном русском переводе: Перевод и примечания под редакцией доктора богословия М. П. Кулакова / М .П. Кулаков. — Заокский.: Институт перевода Библии в Заокском, 2003. — 30 000 экз. — ISBN 5-86847-507-0.
- Евангелие, написанное Лукой: Иллюстрированная книга в современном переводе с пояснениями для детей и подростков / Науч. ред. И. Я. Гриц. — М.: Общество друзей Священного Писания, 2003. — 94 с. — ISBN 5-93421-006-8.
- Пятикнижие Моисеево в современном русском переводе / Пер. и прим. под ред. М. П. Кулакова. — Заокский: Источник жизни, 2009. — 501 с. — 5000 экз. — ISBN 5-86847-669-3.
- Книга Даниила. Книга Двенадцати. В современном русском переводе / Пер. и прим. под ред. М. П. Кулакова, М. М. Кулакова. — Заокский: Источник жизни, 2011. — 241 с. — 5000 экз. — ISBN 978-5-86847-791-1.
- Новый Завет и Псалтырь в современном русском переводе / Под ред. М. П. Кулакова. — М. : ББИ, 2014. — xviii + 796 с. — (Серия «Современная библеистика»). — ISBN 978-5-89647-244-5.
- Павловы послания: комментированное издание / Науч. ред. А. С. Десницкий. — М. : Институт перевода Библии, 2017. — 784 с. — ISBN 978-5-93943-238-2. (Перевод под ред. Кулаковых опубликован в этом издании наряду с греческим оригиналом, Синодальными переводом и переводом Российского библейского общества.)

#### Полная Библия
- Библия: Книги Священного Писания Ветхого и Нового Завета в современном русском переводе / Под ред. М. П. Кулакова, М. М. Кулакова. — М.: ББИ, 2015. — 1856 с. — ISBN 978-5-89647-331-2.
  - Предисловие к книге на сайте издательства (с. 5—10).
- Библия: Книги Священного Писания Ветхого и Нового Завета в современном русском переводе / Под ред. М. П. Кулакова, М. М. Кулакова. — 2-е изд. — М.: ББИ, 2018. — 1856 с. — ISBN 978-5-89647-331-2.
- Библия для следопыта. — Заокский: Источник жизни, 2020. — 1168 с. — ISBN 978-5-00126-094-3. — (Библия в современном переводе под редакцией Кулаковых с дополнительными материалами для христианского подросткового клуба «Следопыт»[англ.].)
- Библия: Книги Священного Писания Ветхого и Нового Завета в современном русском переводе / Под ред. М. П. Кулакова, М. М. Кулакова. — 3-е изд. — М.: ББИ, 2021. — 1312 с. — ISBN 978-5-89647-411-1.
  - Первые 15 страниц книги на сайте издательства (включая Быт. 1:1—3:17).

### Интернет-публикации

#### Отдельные публикации
- Текст перевода Библии [под редакцией М. П. и М. М. Кулаковых] (на сайте Института перевода Библии в Заокском).
- Библия в современном русском переводе под ред. М. П. Кулакова (издание 2015 года, с примечаниями) на портале Predanie.ru:
  - Ветхий Завет
  - Новый Завет

#### На многоязычных библейских порталах
- На сайте YouVersion (bible.com)
- На сайте «Библия онлайн» (bible.by)
- На сайте «Библия Онлайн» (only.bible)
- На сайте «Библия тека» (bible-teka.com)
- На сайте «Библия-центр» (bible-center.ru)

#### Мобильные приложения
Заокская Библия доступна в мобильных приложениях:
- YouVersion[англ.]
- MyBible[англ.]

### Аудиоверсия
Перевод Библии института им. М. П. Кулакова в Заокском (читает Н. Ю. Семёнов-Прозоровский):
- на официальном сайте Института перевода Библии в Заокском
- на сайте «Библия онлайн»

## Комментарии
1. ↑  Один из участников проекта, И. В. Лобанов, подчёркивает, что обозначение современный русский перевод они начали использовать ещё до того, как его взяли на вооружение их коллеги из РБО; но полная Библия в переводе РБО вышла раньше (2011), чем Заокская Библия (2015), а потому данное выражение закрепилось в качестве одного из названий перевода РБО[3].
2. ↑  «Я бы называл эту Библию Заокской, поскольку основная работа над ней велась в поселке Заокский Тульской области, где расположен Институт перевода Библии при адвентистской академии...»[2] — пишет А. С. Десницкий в своём отзыве.
3. ↑  В 2014 году в издательстве ББИ вышло 2-е издание Нового Завета и Псалтири[19].
4. ↑  Кроме того, были и особые издания библейских книг. В 2003 году вышло иллюстрированное издание Евангелия от Луки, предназначенное для детей и подростков[23]. В 2017 году было опубликовано комментированное издание посланий апостола Павла, содержащее греческий оригинал и три русских перевода: Синодальный (1876), Российского библейского общества (2011) и под редакцией Кулаковых (2015)[24]. Позже, в 2020 году, вышло специальное полное издание Библии — «Библия для следопыта»[25] (с дополнительными материалами для христианского подросткового клуба «Следопыт»).
5. ↑  В цитируемом источнике указаны другие даты: 1522—1542.
6. ↑  Т. е.соборные послания находятся между книгой Деяний и посланиями апостола Павла, а не после Павловых посланий, как это имеет место в Вульгате и других переводах, следующих её традиции. В издании Нового Завета (2002) порядок книг был «западный», однако, как указывает И. В. Лобанов, «в полной Библии мы вернулись в к привычном расположению новозаветных книг»[52].
7. ↑  В издании 2015 года в качестве автора предисловия указан коллектив Института перевода Библии им. М. П. Кулакова, в издании 2021 года предисловие несколько сокращено и подписано именем нынешнего директора института — Е. В. Зайцева[32].
8. ↑  К числу мелких расхождений можно отнести использование буквы э в названиях Книга Эзры (вместо обычного Книга Ездры), Книга Эсфири и Книга Экклезиаста, или Проповедника, а также написание Псалтырь (в форме мужского рода).
9. ↑  Впрочем, как отмечает А. С. Кашкин, использование здесь слова послание выглядит вполне традиционным, в то время как в переводе Российского библейского обществава последовательно используется слово письмо[38].
10. ↑  Сохранена орфография оригинала.
11. ↑  На сайте Института перевода Библии в Заокском все рецензии, отзывы и отклики распеределены по трем страницам: 1) рецензии на тексты перевода[63]; 2) отзывы читателей[64]; 3) СМИ о переводе[65]; однако отзывы академического характера или их фрагменты можно найти на всех трёх указанных страницах.
12. ↑  На критику Стеняева последовала ответная публикация В. С. Ляху и И. В. Лобанова, где они выступают с апологией принятых участниками проекта переводческих решений[35]. См. подробнее соответствующий раздел статьи ниже.
13. ↑  Стеняев цититурет пресс-релиз презентации нового перевода, состоявшейся 21 мая 2015 года[28].
14. ↑  Например, Д. В. Цолин пишет в своём отзыве: «Одним из преимуществ нового перевода является наличие сносок комментирующего или уточняющего характера. Особенно важны подобные разъяснения при переводе текстов, содержащих важные космологические и историософские теологемы (как, например, Первобытный Пролог Быт. 1-11), а также сложные для перевода поэтические тексты (например, книги Пророка Исаии, Иова и др.). В этих случаях трудно обойтись лишь простым (пусть и тщательно выверенным) переводом древнееврейских лексем и фраз их русскими эквивалентами без дополнительных пояснений их смысловых коннотаций»[73].
15. ↑  Цитаты из статьи: «Объяснить участие некоторых православных в данном сомнительном проекте я могу только трудностями, вызванными западными санкциями. Но стоило ли их решать таким сомнительным способом?»; «...переводчик АСД принципиально не согласится с нами, так как они совершают свои службы в обычных пиджаках и при галстуках»; «Два новых афоризма: 1-й: Скажи, чей перевод Библии ты читаешь, и я скажу, в какую секту ты можешь попасть! 2-й: Скажи, к какой секте ты принадлежишь, и я скажу, какие стихи Библии ты решил перевести по-своему!»; и т. д.[76]